# COVID-19-Pandemie in Albanien
Die COVID-19-Pandemie in Albanien tritt als regionales Teilgeschehen des weltweiten Ausbruchs der Atemwegserkrankung COVID-19 auf und beruht auf Infektionen mit dem Ende 2019 neu aufgetretenen Virus SARS-CoV-2 aus der Familie der Coronaviren. Die COVID-19-Pandemie breitet sich seit Dezember 2019 von China ausgehend aus. Ab dem 11. März 2020 stufte die Weltgesundheitsorganisation (WHO) das Ausbruchsgeschehen des neuartigen Coronavirus als Pandemie ein.
Trotz zunächst verhältnismäßig geringer Infektionszahlen, wurden in Albanien Mitte März als relativ gravierend bezeichnete Maßnahmen gegen die Ausbreitung des Virus verhängt, da auf den Intensivstationen des Landes insgesamt lediglich 150 Betten mit Beatmungsgeräten verfügbar waren.

## Verlauf
Am 8. März 2020 bestätigte Albanien seine ersten beiden COVID-19-Fälle. Bis zum 29. März 2020 wurden 212 COVID-19-Fälle in Albanien bestätigt. Die Zahl der Todesopfer stieg bis zum 29. März auf zehn Personen an. Bis Mitte Dezember 2020 wurden rund 50'000 Fälle und 1000 Todesopfer verzeichnet. Wie anderswo gab es im Winter 2020/21, im September 2021 und im Februar 2022 starke Wellen mit sehr hohen Fallzahlen. Innert zwei Jahren wurden bis zum 8. März 2022 offiziell über 272.000 Fälle und 3218 Todesopfer verzeichnet. Die Übersterblichkeit lag aber nochmals rund 10.000 Personen höher, so dass von rund 13.000 Todesopfern auszugehen ist.
Zu den prominenten Todesopfern zählen:
- Bashkim Fino (1962–2021), ehemaliger Ministerpräsident
- Bujar Nishani (1966–2022), ehemaliger Staatspräsident

Die meisten Patienten wurden zentral in Tirana gepflegt, wo drei Spezialkliniken eingerichtet wurden. Ab Ende 2020 wurden COVID-Patienten auch in gewissen Regionalkrankenhäusern behandelt.

## Maßnahmen

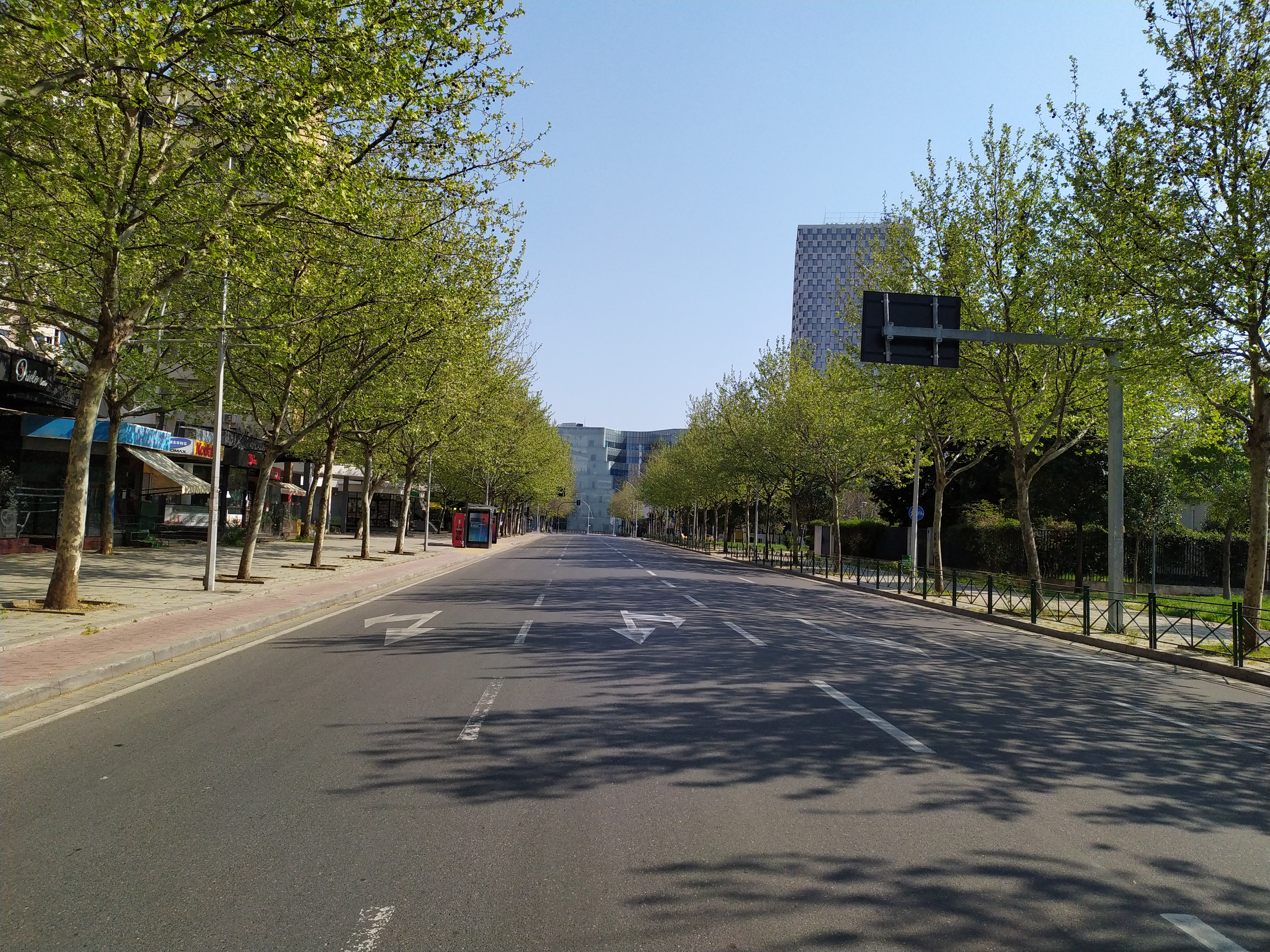
Leere Strassen in Tirana während des Lockdowns (April 2020)

Am 9. März wurde eine nationale Ausgangssperre mit einem vollständigen Ausgangsverbot an Sonntagen verhängt. An Werktagen wurde der Ausgang zur Grundversorgung auf eine Stunde täglich für eine Person eines Haushalts beschränkt. Um eine Ausgangsgenehmigung erhalten zu können, wurde ein Beantragungsverfahren über die App „e-albania“ eingerichtet, deren Server jedoch nach einer Verschärfung der Ausgangssperre wegen zu vieler Anfragen zunächst ausfielen. Für Menschen in Rente galt zwischendurch eine ausnahmslose Ausgangssperre. Deren Versorgung sei durch staatlichen Stellen und freiwillige Hilfspersonen organisiert worden. Die Öffnungszeiten für Lebensmittelgeschäfte, Supermärkte und Tankstellen waren zu Beginn werktags auf 5 bis 13 Uhr eingeschränkt.
Albanien schloss seine Grenzen zu den Nachbarstaaten und stellte den Flug- und Fährverkehr weitestgehend ein. Für Ausländer wurde ein Einreiseverbot verhängt. Am 13. März wurde, zunächst befristet bis zum 15. März, in den Städten Tirana, Durrës, Shkodra, Lezha, Elbasan, Lushnje, Fier und Vlora ein Fahrverbot für Privatfahrzeuge verhängt. In Tirana und Durrës wurde zudem der Busverkehr eingestellt. Der Schulbetrieb wurde geschlossen und statt des regulären Fernsehprogramms der Unterricht als Liveübertragung auf das öffentlich-rechtliche Fernsehen RTSH verlegt. Reisen im Land waren während des Lockdowns stark eingeschränkt.
Ab Mai 2020 wurden die Maßnahmen langsam gelockert. Die Ausgangssperre wurde gelockert oder in Gebieten ohne Corona-Fällen ganz aufgehoben. Ab dem 1. Juni 2020 waren die Grenzübergänge wieder geöffnet.

## Impfung

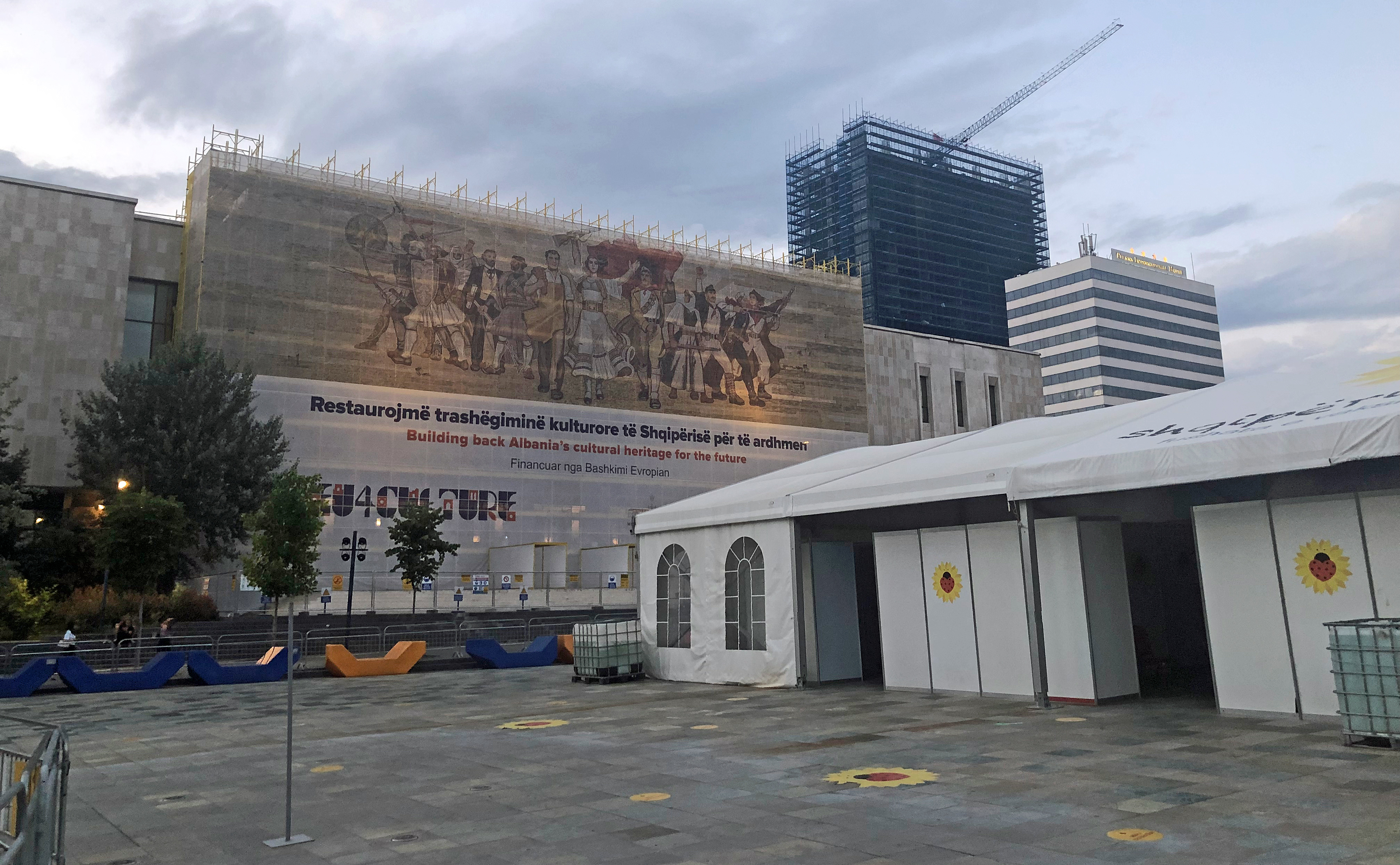
Impfzentrum im Sommer 2021 auf dem Skanderbeg-Platz in Tirana

In Albanien waren folgende COVID-19-Impfstoffe zugelassen:
- RNA-Impfstoff :Tozinameran (Biontech / Pfizer)
- Adenovirus-Vektorimpfstoffe :AZD1222 (Oxford University / AstraZeneca) und Sputnik V (Gamaleya)
- Inaktivierte SARS-CoV-2-Viren: CoronaVac (Sinovac)

Die Impfquote liegt relativ tief. Bis Ende Oktober 2022 waren rund drei Millionen Impfdosen verteilt worden. Von einer Bevölkerung von rund 2,8 Millionen Einwohnern sind fast 1.267.000 Personen doppelt und fast 370.000 Personen dreifach geimpft worden.

## Statistik
Die Fallzahlen entwickelten sich während der COVID-19-Pandemie in Albanien wie folgt:

### Bestätigte Fälle

Bestätigte Infizierte in Albanien nach Daten der WHO. Oben kumuliert, unten Tageswerte

### Todesfälle

Bestätigte Todesfälle in Albanien nach Daten der WHO. Oben kumuliert, unten Tageswerte